# Michael Blackman
Michael Blackman   (Georgetown, 1958) és el director general de l'exposició Integrated Systems Europe, sobre sistemes audiovisuals i d'integració.
Blackman té una trajectòria de més de trenta-cinc anys en el sector tecnològic i en l'organització d'esdeveniments internacionals. En els últims disset anys s'ha centrat en el sector audiovisual i en l'exposició Integrated Systems Europe, la qual va començar en una única sala d'exposicions a Ginebra l'any 2004. L'any 2018, l'esdeveniment es va decidir traslladar d'Amsterdam a Barcelona, al complex d'exposicions Fira de Barcelona. L'any 2020, Installation International Magazine va reconèixer a Mike Blackman com la persona més influent de la indústria audiovisual.